# (73743) 1993 TS19
(73743) 1993 TS19 – planetoida z pasa głównego asteroid okrążająca Słońce w ciągu 3,27 lat w średniej odległości 2,2 j.a. Odkryta 9 października 1993 roku.